# تیم ملی بسکتبال ۳ نفره مردان ایران
تیم ملی بسکتبال ۳ نفره (۳ به ۳) مردان ایران یک تیم بین‌المللی بسکتبال ۳ نفره مردان است که از طرف ایران در مسابقات بین‌المللی شرکت می‌کند.

## تورنومنت‌ها

### بازی‌های آسیایی داخل سالن
| سال   | رده    | بازی | برد | باخت |
| ----- | ------ | ---- | --- | ---- |
| ۲۰۰۷  | قهرمان | ۴    | ۴   | ۰    |
| ۲۰۰۹  | قهرمان | ۶    | ۶   | ۰    |
| مجموع | ۲/۲    | ۱۰   | ۱۰  | ۰    |

### بازی های آسیایی
تیم ملی بسکتبال ۳ نفره مردان ایران در بازی‌های آسیایی ۲۰۱۸ توانست تیم های ملی مالزی،عراق،قزاقستان و ترکمنستان را در مرحله مقدماتی شکست دهد و به ۱/۴ نهایی رسید.ایران در این مرحله افغانستان را ۲۰ بر ۵ شکست دهد و به نیمه نهایی رسید؛ایران در این مرحله مقابل چین ۲۱ بر ۱۹ نتیجه را واگذار کرد و به دیدار رده بندی راه یافت. در این مرحله ایران توانست ۲۱ بر ۷ تایلند را شکست دهد و به مدال برنز رسید و روی سکوی سوم ایستاد.